# Jean-Michel Basquiat
Jean-Michel Basquiat (ur. 22 grudnia 1960 w Brooklynie, w Nowym Jorku, zm. 12 sierpnia 1988 tamże) – amerykański artysta współczesny. Początkowo uprawiał graffiti, później zajął się malarstwem, był przedstawicielem nowego ekspresjonizmu. Jego obrazy cechowały się połączeniem prymitywnej sztuki afrykańskiej, współczesnej „sztuki ulicy”, napisów, elementów komiksu oraz archetypów kultury.

## Życie i twórczość

Jean-Michel Basquiat (1984)

Jego matka Matilde była Portorykanką, a ojciec Gerard – Haitańczykiem. Basquiat już w dzieciństwie przejawiał zainteresowanie sztuką i malarstwem. W wieku siedmiu lat trafił do szpitala z powodu wypadku samochodowego, wówczas matka podarowała mu podręcznik do anatomii Henry’ego Graya (tzw. Gray’s Anatomy). Basquiatowi spodobały się ilustracje w tej książce i czerpał z nich później inspirację do swoich prac. Założył także zespół muzyczny o nazwie „Gray”. W wieku jedenastu lat Basquiat biegle władał językiem francuskim, hiszpańskim i angielskim. Jego rodzice się rozstali, ale rozwodu nigdy nie sfinalizowali. Po tym wydarzeniu matka Basquiata popadła w depresję. W czasie jej pobytu w szpitalu psychiatrycznym, wychowywał go wymagający ojciec. Był księgowym niestroniącym od przemocy. W wieku 15 lat Basquiat uciekł z domu i spał na ławkach w parku, po tym jak ojciec przyłapał go na paleniu marihuany w swoim pokoju. Po tygodniu został aresztowany i wrócił pod opiekę ojca.
W wieku 17 lat, razem z przyjacielem Alem Diazem, rozpoczął malowanie graffiti na murach Manhattanu, dodając nieznany wówczas podpis „SAMO” (Same Old Shit). Grafikami były treściwe teksty, takie jak: „Burżuj czuje się bezpieczny; SAMO” („Plush safe he think; SAMO”). W grudniu 1978 The Village Voice opublikowało artykuł o ich twórczości. Projekt SAMO zakończył się stwierdzeniem „SAMO IS DEAD” napisanym na murach budynków SoHo.
W 1978 Basquiat opuścił dom oraz porzucił szkołę średnią Edward R. Murrow High School na rok przed jej ukończeniem. Przeniósł się do miasta i żył z przyjaciółmi, utrzymując się z ulicznej sprzedaży koszulek i pocztówek. W okresach bezdomności, zdarzało mu się spać w tekturowych pudłach w parku. Zaczął także malować obrazy. Jego dietą była butelka taniego czerwonego wina i paczka Cheetosów.
W 1981 poeta, krytyk sztuki i kulturalny prowokator Rene Ricard opublikował artykuł The Radiant Child w czasopiśmie „Artforum”. Była to trampolina Basquiata do szybkiej kariery na międzynarodowej arenie sztuki.
W 1982 pokazywał już swoje prace regularnie w galeriach Nowego Jorku. Zaczął spotykać się z ambitną i początkującą wówczas piosenkarką Madonną. W tym samym roku poznał też znanego przedstawiciela sztuki pop-art Andy’ego Warhola. Zaczął z nim współpracować, co zaowocowało bliską przyjaźnią obu artystów. Wspólnie stworzyli ponad 100 obrazów.
Już w 1984 wielu znajomych niepokoiło się o niego z powodu jego uzależnienia od narkotyków (w szczególności od heroiny). W 1985 Basquiat pojawił się na okładce „The New York Times”. Jego popularność rosła, a prace zaczęto pokazywać na osobnych wystawach (także w Europie).
Zmarł w 1988 z powodu przedawkowania heroiny, parę dni przed drugą wycieczką do Wybrzeża Kości Słoniowej, którą zaplanował z iworyjskim artystą Ouattarą Wattsem. Został pochowany na Greenwood Cemetery w Brooklynie.

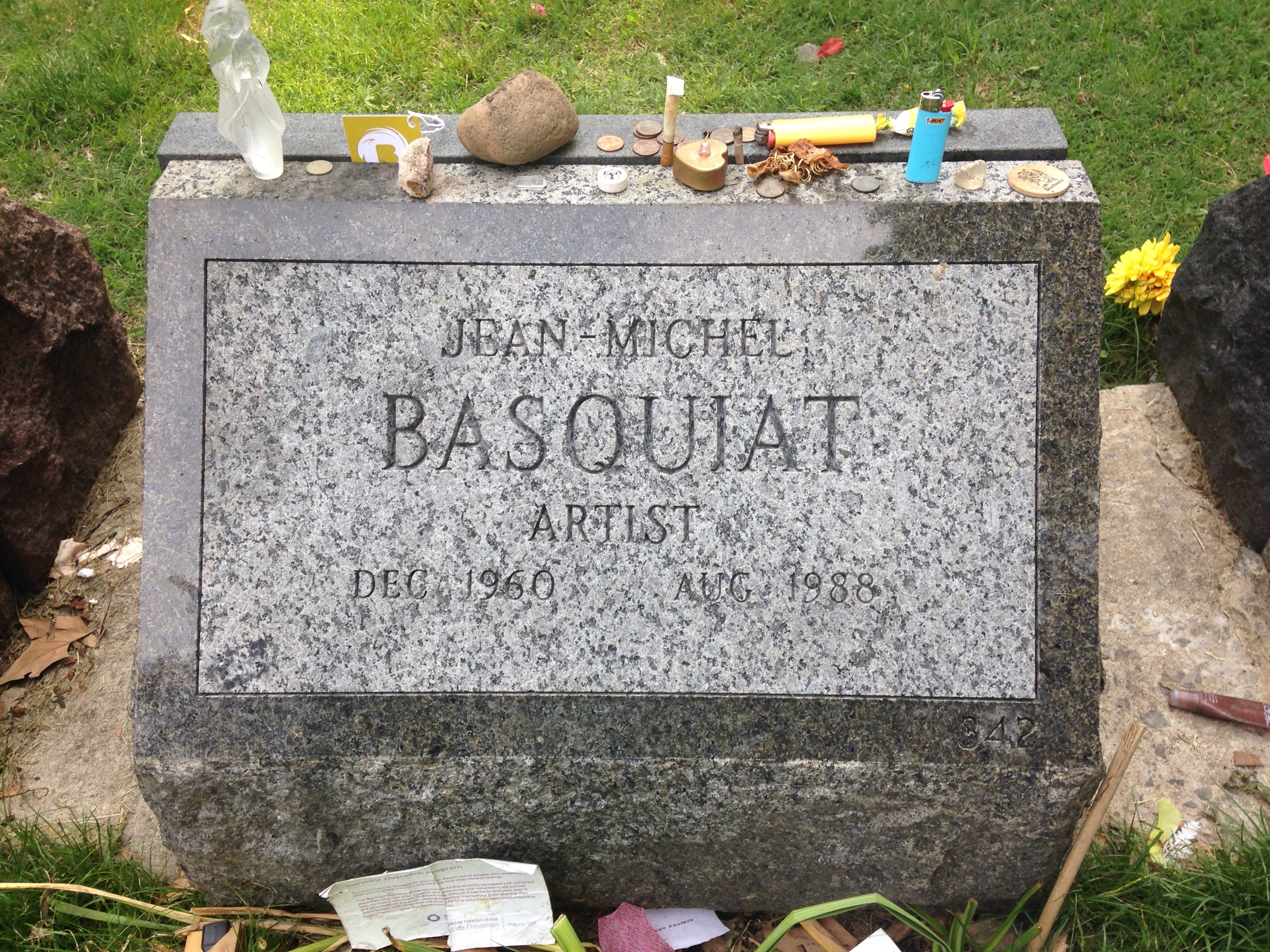
Grób Jeana-Michela Basquiata

Z powodu zgonu w wieku zaledwie 27 lat jest zaliczany do tzw. klubu 27.

## W kulturze
Postać Basquiata (zagrana przez Jeffreya Wrighta) została przedstawiona w filmie Basquiat – Taniec ze śmiercią. Jean-Michel Basquiat, jako aktor, wystąpił w filmie Downtown 81, a także w teledysku zespołu Blondie do piosenki „Rapture”. Był również częstym gościem programu „Glenn O’Brien’s TV Party”.
Obraz Basquiata pt. Bird On Money został wykorzystany w 2020 r. jako okładka albumu "The New Abnormal" amerykańskiego zespołu The Strokes. 